# Zelfinwijding
Zelfinwijding is binnen het neopaganisme een persoonlijk ervaren inwijding tot een hogere staat van bewustzijn, vaak als gevolg van een inzicht. Omdat er bij inwijding vrijwel altijd sprake is van een inwijder en degene die ingewijd wordt, waarbij de inwijder - de sjamaan, heks, goeroe of leermeester, zijn kennis en inzicht overbrengt, is zelfinwijding in feite geen echte inwijding.
Aanhangers van wicca of neopaganistische stromingen zien in de mythologie een voorbeeld in de zelfkwelling van de Noorse god Odin. Odin zou zich gewond, bloedend, met een oog uit de kas gerukt, omgekeerd aan een boom gehangen hebben om een direct contact met het bovennatuurlijke te ervaren. Een dergelijk proces wordt door de neopaganisten gezien als een geldige inwijding. Zelfinwijding hoeft niet altijd zo bloederig te zijn als dit voorbeeld: ook een visioen of hallucinatie waarin contact met een god gelegd wordt valt onder deze vorm van beleving.